# Papuascincus
Genre
Papuascincus est un genre de sauriens de la famille des Scincidae.

## Répartition
Les espèces de ce genre sont endémiques de Nouvelle-Guinée.

## Liste des espèces
Selon The Reptile Database (18 octobre 2024) :
- Papuascincus borealis Slavenko et al., 2024[3]
- Papuascincus buergesi (Vogt, 1932)
- Papuascincus eldorado Slavenko et al., 2024[3]
- Papuascincus morokanus (Parker, 1936)
- Papuascincus phaeodes (Vogt, 1932)
- Papuascincus stanleyanus (Boulenger, 1897)

## Publication originale
- Allison & Greer, 1986 : Egg shells with pustulate surface structures: basis for a new genus of New Guinea skinks (Lacertilia: Scincidae). Journal of Herpetology, vol. 20, no 1, p. 116-119.